# Josué Lázaro
Josué Abraham Lázaro Navarro (Guadalajara, Jalisco, México; 29 de marzo de 1996) es un futbolista mexicano, juega como mediocampista y su actual equipo es el Saltillo Fútbol Club de la Liga Premier Serie A.

## Trayectoria

### Inicios Club Santos Laguna y Club Deportivo Guadalajara
Ingresó a las fuerzas básicas del Club Santos Laguna, desde el año 2009 donde comenzó en las categorías sub-13 y sub-15, al tener excelentes actuaciones, empezó a llamar la atención de varios clubes como el América, Toluca y las Chivas.
En junio del 2014, al ser visoriado por José Luis Real con las fuerzas básicas del Santos Laguna, se integró a las fuerzas básicas de las Chivas. 
Donde para el Apertura 2015 se incorporó a las Chivas Rayadas de la tercera división de México, donde destacó al tener excelentes actuaciones, a la llegada de Matías Almeyda a la dirección técnica , en diciembre del 2015 viajó con el primer equipo para realizar pretemporada, sin embargo no fue registrado con Chivas, por no cumplir con la condición física y fue mandado a la categoría Sub-20.
Al nuevamente destacar en Chivas Sub-20 fue registrado con el primer equipo para el Apertura 2016.
Debuta en la Copa MX el 26 de julio de 2016 ante el Chiapas Fútbol Club en la derrota de 1-4.

### Club Atlético Zacatepec
El 1 de julio de 2017, luego de que Chivas fuera campeón el técnico Matías Almeyda anunció a través de una conferencia de prensa que Chivas mandaría a parte de sus jugadores de Fuerzas Básicas al Club Atlético Zacatepec en calidad de Préstamo, con el fin de adquirir experiencia para llegar al primer equipo de Chivas.
Debuta el 29 de julio de 2017 ante el Club de Fútbol Atlante.

## Palmarés

### Campeonatos nacionales
| Título       | Club        | Sede           | Año  |
| ------------ | ----------- | -------------- | ---- |
| Supercopa MX | Guadalajara | Estados Unidos | 2016 |
| Copa MX      | Guadalajara | México         | 2017 |
| Liga MX      | Guadalajara | México         | 2017 |